# Epitrabala argyrostigma
Epitrabala argyrostigma är en fjärilsart som beskrevs av Erich Martin Hering 1932. Epitrabala argyrostigma ingår i släktet Epitrabala och familjen ädelspinnare. Inga underarter finns listade i Catalogue of Life.